# エストニア関係記事の一覧
エストニア関係記事の一覧（エストニアかんけいきじのいちらん）
- エストニア出身の人物についてはエストニア人の一覧を参照

## あ行
- アイ（アイヤタル、アイヨとも） - 精霊 ⇒ アイアタル#類似した存在
- ア・ル・コック・アレーナ - スタジアム
- イヴァンゴロド - エストニアとロシアの国境を流れるナルヴァ川の対岸にあるロシアの町
- ヴィリャンディJKトゥレヴィク - サッカークラブチーム
- エシリーガ - サッカー2部リーグ
- エシリーガB - サッカー3部リーグ
- エストニア
  - エストニア (小惑星)
- エストニア音楽アカデミー
  - エストニア音楽アカデミーの人物一覧
- エストニア改革党 - 政党
- エストニア海軍艦艇一覧
- エストニア・カップ - サッカーのカップ戦
- エストニア空軍
- エストニア銀行
- エストニア語
  - 関連する言語：低地ドイツ語 - バルト・フィン諸語 - ベラルーシ語 -  ヴォロ語 - ロシア語
- エストニア公国 - 1561年から1721年にかけて存在した国家
- エストニア国鉄
- エストニア国防軍
- エストニアサッカー協会
- エストニア人
  - エストニア人の一覧
- エストニア・ソビエト社会主義共和国 - 1940年から1991年にかけて存在した国家
- エストニア・ソビエト社会主義共和国の国旗
- エストニアのイスラム教
- エストニアの県
- エストニアの国章
- エストニアの国歌 ⇒ 我が故国、我が誇りと喜び
- エストニアの国旗
- エストニアの島の一覧
- エストニアの首相
- エストニアの政党
- エストニアの世界遺産
- エストニアの大統領
- エストニアの都市の一覧
- エストニアの風力発電
- エストニアのユーロ硬貨
- エストニアのユーロビジョン・ソング・コンテスト
- エストニアの歴史
- エストニアフィギュアスケート選手権
- エストニア保守党 - 政党
- エストニア民族主義
- エストニア料理
- エストニア労働コムーナ - 1918年から1919年にかけてエストニア内のボリシェヴィキによって主張された政府
- エストニアン・エア - 航空会社
- エストフィリア - エストニアの文化などに共感や興味を持つ被エストニア人の思想など
- エルロン - エストニア国内の列車を運行。
- 欧州連合
- オジェウ事件 - 1939年にポーランド海軍の潜水艦オジュウがタリンに避難した事件
- オリンピックのエストニア選手団
  - 2008年北京オリンピックのエストニア選手団
  - 2014年ソチオリンピックのエストニア選手団

## か行
- キーキング - エストニアで発案されたスポーツ
- 北大西洋条約機構
- ギャラクシー (フェリー)
- クラフトマスターズ - 手作りおもちゃメーカー
- クローン (通貨) - かつて使用されていた通貨単位
- 国老 (エストニア) - 1920年から1937年にかけての国家元首

## さ行
- サク・アリーナ - 多目的アリーナ
- サク市
- サッカーエストニア代表
- シュトルーヴェの測地弧 - 他の国々と共有する世界遺産
- シリヤ・シンフォニー - フェリー
- シリヤ・セレナーデ - フェリー
- シリヤ・フェスティバル - フェリー
- シリヤライン - かつてフィンランドの船会社、2006年にエストニアのタリンクが買収
- 水兵・建設労働者ソビエト共和国 - 1917年から1918年にかけてエストニア内に存在した国家
- スター (フェリー)
- スーパースター (フェリー)
- スーパーファースト - フェリー
- ソビエト連邦

## た行
- タリン - エストニアの首都
- タリン沖海戦 - 1918年の戦闘
- タリンク - 船会社
- タリン空港
- タリンテレビ塔
- タリン動物園
- タリントロフィー - フィギュアスケート国際大会
  - 2014年タリントロフィー
- タリン歴史地区 - タリンの旧市街、世界遺産
- タルトゥ - エストニア第2の都市
- タルトゥJKタメカ - サッカークラブチーム
- タルトゥ大学
- トームペア城 - 国会議事堂として使用されている古城

## な行
- ナルヴァ - エストニア第3の都市
- ナルヴァ川
- ナルヴァの戦い - 1700年の戦闘
- ナルヴァの戦い (1944年)
- ニスタット条約 - 1721年に締結された講和条約
- ノーメ・カリュFC - サッカークラブチーム

## は行
- パイデ・リナメースコンド - サッカークラブチーム
- パルヌ・リナメースコンド - サッカークラブチーム
- バスケットボールエストニア代表
- バルティック・クイーン - フェリー
- バルティック・プリンセス - フェリー
- バルト海
- バルト三国 - エストニア・ラトビア・リトアニア
- バルト諸国占領 - 1939年から1991年にかけてのナチス・ドイツやソ連による断続的な占領
- バルト帝国
- バルト・ドイツ人
- バルト連合公国 - 1918年に構想された、エストニアとラトビアにあたる地域の国家
- ヴァルプルギスの夜#エストニア - 行事
- バレーボールエストニア男子代表
- ヴィクトリアI (フェリー)
- ピスハンド - 民話に登場する竜
- ヴィル・ヴァルゲ・ウォッカ - 酒
- ヴィル・ヴァルゲ・クーラー - 酒
- フィンランド湾
- プロイセン

## ま行
- メスタリリーガ - サッカー1部リーグ
  - メスタリリーガ2012
  - メスタリリーガ2013
  - メスタリリーガ2014

## や行
- ユーロビジョン・ソング・コンテスト2002 - エストニアで開催
- ユフヴィFCロコモティフ - サッカークラブチーム

## ら行
- ロシア帝国
- ロマンチカ (フェリー)
- リーギコグ - エストニアの国会
- リーヴ人 - エストニア人の祖先となった民族
- リヴォニア - エストニア南部からラトビア北東部にかけての地域
  - リヴォニア語 - エストニア語と関係の深い言語
  - リヴォニア戦争 - 1558年から1583年にかけての戦争

## わ行
- 我が故国、我が誇りと喜び - 国歌

## 英記号
- .ee - 国別コードトップレベルドメイン
- ICAO空港コードの一覧/E#EE - エストニア - 空港コード
- FCアヤックス・ラスナマエ - サッカークラブチーム
- FCインフォネット - サッカークラブチーム
- FCクレサーレ - サッカークラブチーム
- FCサントス・タルトゥ - サッカークラブチーム
- FCフローラ・タリン - サッカークラブチーム
- FCレバディア・タリン - サッカークラブチーム
- FC TVMKタリン - サッカークラブチーム
- ISO 3166-2:EE - 行政区画名コード
- JKシッラマエ・カレフ - サッカークラブチーム
- JKタリナ・カレフ - サッカークラブチーム
- JKテルヴィス・パルヌ - 2005年に活動を終了したサッカークラブチーム
- JKナルヴァ・トランス - サッカークラブチーム
- Plumbr - ソフトウェア開発会社
- 2010年ヨーロッパフィギュアスケート選手権 - エストニアで開催
- 2015年世界ジュニアフィギュアスケート選手権 - エストニアで開催